# Puerto Acosta

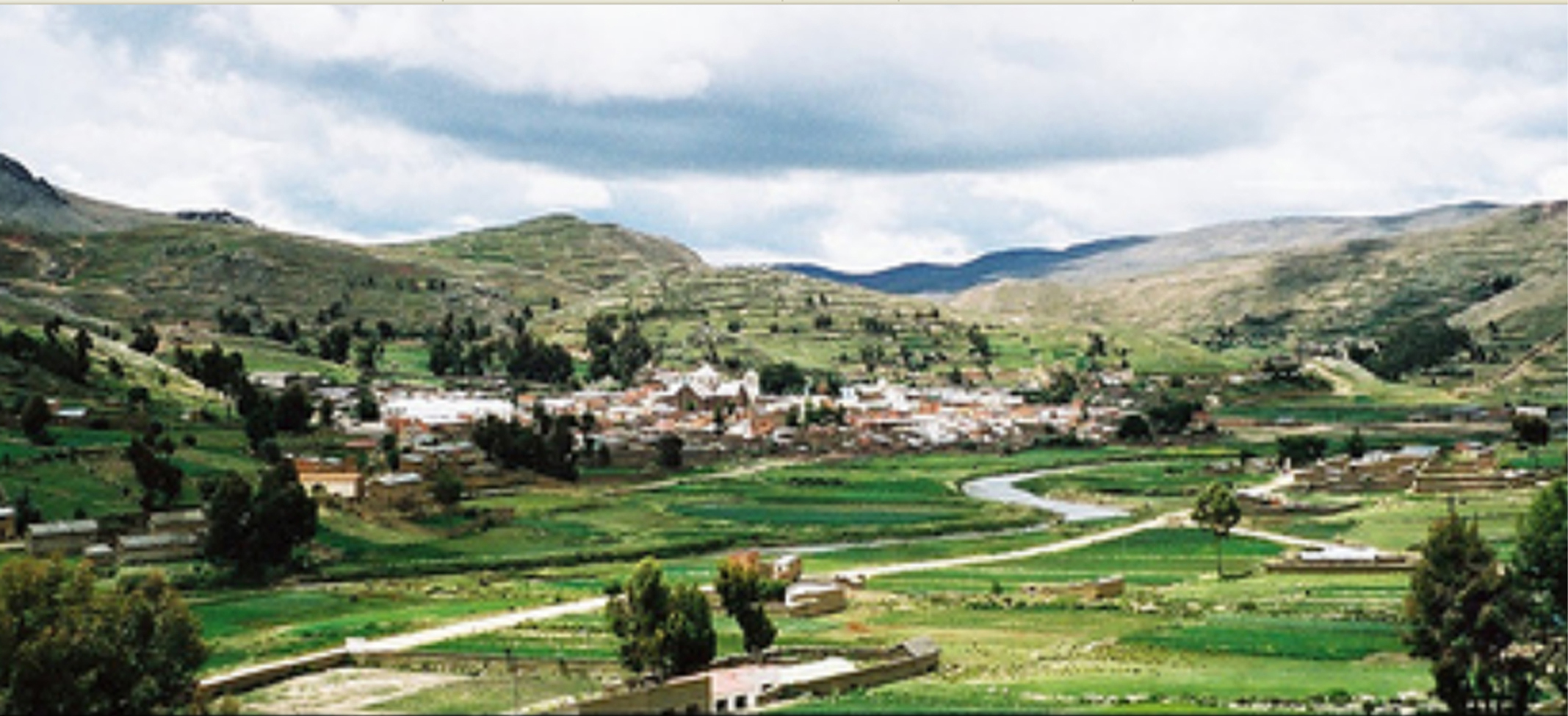
Puerto Acosta

Puerto Acosta is de hoofdstad van de provincie Eliodoro Camacho in het departement La Paz in Bolivia.